# Camille Alphonse Faure
Camille Alphonse Faure   (Vizille, 21 de maig de 1840 - París, setembre 1898) va ser un enginyer químic francès que el 1881 va millorar significativament el disseny de la bateria de plom-àcid, que havia estat inventada per Gaston Planté el 1859. Les millores de Faure van augmentar considerablement la capacitat d’aquestes bateries i van conduir directament a la seva fabricació a escala industrial. Les patents es van assignar a la Société La Force et la Lumière. El dret d’utilitzar aquestes patents a les Illes Britàniques es va vendre a Faure Electric Accumulator Company el 29 de març de 1881. Faure va ser enginyer consultor amb William Edward Ayrton per a aquesta empresa.

## Biografia
Va néixer a Vizille i es va formar a l' Ecole des Arts et Métiers d'Aix. Des del 1874 fins al 1880, va treballar com a químic a la nova fàbrica de la Cotton Powder Company a Uplees, Faversham, Kent, Anglaterra. Mentre hi era, ell i el director de la fàbrica, George Trench, van obtenir les patents per a la Tonita (un nou explosiu) (1874) i per a un detonador de dinamita millorat (1878).
El 1880, Faure va patentar un mètode de recobriment de plaques de plom amb una pasta d’òxids de plom, àcid sulfúric i aigua, que després es curava escalfant-lo suaument en una atmosfera humida. El procés de curat va fer que la pasta canviés per una barreja de sulfats de plom que s'adheria a la placa de plom. Durant la càrrega, la pasta curada es va convertir en material electroquímicament actiu (la "massa activa") i va donar un augment substancial de la capacitat en comparació amb la bateria de Planté. Això va suposar un avenç significatiu que va conduir a la fabricació industrial de bateries de plom-àcid, tal com s'utilitza ara per arrencar automòbils.
Cap al final de la seva vida, Faure va rebre altres patents, entre elles per a la fabricació d'aliatges d'alumini i millores als motors d'aire calent i als mecanismes de direcció dels vehicles de motor.